# Johann IV. (Bretagne)

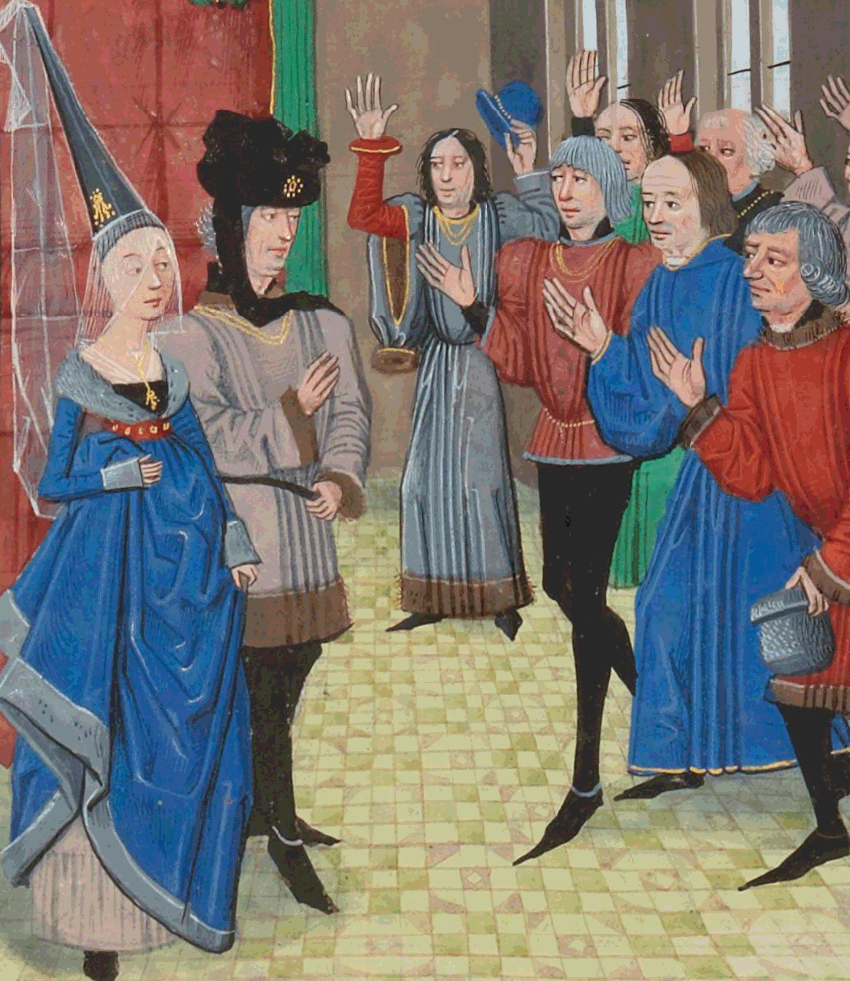
Die Einwohner von Nantes erweisen Johann von Montfort und Johanna von Flandern im Mai 1341 ihre Ehrerbietung (Buchmalerei aus den Chroniken von Jean Froissart)

Wappen Johanns von Montfort

Johann von Montfort (* 1295; † 16. September 1345 in Hennebont) war Graf von Montfort-l’Amaury, als Johann IV. ein Herzog der Bretagne sowie Earl of Richmond.
Er war der Sohn Herzog Arthurs II. aus dessen zweiter Ehe mit Yolande de Dreux, Gräfin von Montfort.
Besonders in Frankreich wird Johann einfach nur „Johann von Montfort“ ohne eine zusätzliche Ordnungszahl genannt, da ihm die Anerkennung als Herzog der Bretagne von der Seite des französischen Königs verwehrt wurde. Die Zahl „IV.“ wird hier dagegen für seinen gleichnamigen Sohn (Johann der Eroberer) verwendet, was zu einer Verschiebung in der Nummerierung um seine Zahl zurück und damit nicht selten zu Konfusionen in der Geschichtsliteratur führt.

## Leben
Nach dem Tod seiner Mutter Jolanthe im Jahr 1322 erbte Johann die Grafschaft Montfort. Sein älterer Halbbruder, Herzog Johann III., versuchte, ihn vom Erbe auszuschließen. Als Johann III. 1341 ohne männliche Nachkommen starb, erhob Johann IV. sofort einen Anspruch auf die Nachfolge in der Bretagne, besetzte wichtige Städte und ließ sich im Mai 1341 in Nantes zum Herzog proklamieren. Gegen ihn wandten sich seine Nichte Johanna von Penthièvre und ihr Ehemann Karl von Blois, die ihrerseits die Herrschaft in der Bretagne beanspruchten. Daher brach der Bretonische Erbfolgekrieg aus.
Karl von Blois war ein Neffe des französischen Königs Philipp VI., von dem er daher bevorzugt wurde. Johann sicherte sich dagegen die Unterstützung des englischen Königs Eduard III., huldigte diesem im Juli 1341 in Windsor für die Bretagne und erhielt im September des Jahres die englische Grafschaft Richmond. Damit entwickelte sich auf bretonischem Boden ein Stellvertreterkrieg Frankreichs und Englands im Hundertjährigen Krieg. Johann geriet schon im November 1341 bei der Verteidigung von Nantes gegen Herzog Johann von Normandie in französische Gefangenschaft.
Johann konnte 1345 nach England fliehen, starb aber wenig später in Hennebont, ohne sein Ziel erreicht zu haben, unbestrittener Herrscher der Bretagne zu werden. Er wurde in der Kirche Sainte-Croix in Quimperlé bestattet. Seine Ehefrau Johanna von Flandern setzte jedoch den Kampf im Namen ihres gemeinsamen Sohnes Johann V. fort. Die Entscheidung fiel erst 1364 durch den Tod Karls von Blois auf dem Schlachtfeld.

## Ehe und Nachkommen
Im März 1329 hatte er Johanna von Flandern geheiratet. Mit ihr hatte er zwei Kinder:
- Johann V. „der Eroberer“ (* 1339/40; † 1399), 1360 Graf von Montfort, 1364 Herzog von Bretagne, 1372 Earl of Richmond
- Johanna (* 1341; † 1402), ⚭ vor 1385 Ralph Basset, 3. Baron Basset of Drayton († 1390).